# Яковлевы
Я́ковлевы — несколько древних дворянских родов, из которых история двух восходит ко временам Древней Руси.

## Потомство Кобылы
Наиболее знаменит род Яковлевых из потомства Андрея Ивановича Кобылы, одного корня с Романовыми. Он имеет родоначальником происходившего от последнего (V колено) Якова Захарьевича Кошкина († 1510), боярина при великом князе Иване III Васильевиче, известного воеводы взявшего Брянск и Путивль (1500), полонившего князя Богдана Глинского с женою (1508).
Сыновья его Пётр Злоба († 1533) и Василий († 1526) были окольничими и прозывались Захарьиными. Из четырех сыновей Петра Яковлевича, бывших боярами, более других известен Иван Петрович, по прозванию Хирон, участник нескольких походов († 1570), из сыновей Василия Яковлевича Семён († 1569), боярин, служил рындою в походах царских, 2-м воеводой в Большом полку и воеводой в Смоленске. Все внуки Якова Захарьевича писались Яковлевыми-Захарьиными и были троюродными братьями царицы Анастасии Романовны.
Сын Ивана Петровича Хирона Иван дворовый воевода (1619), сын его Андрей был дьяком Большой казны и Поместного приказа, послан в Нижний Новгород межевать дворцовые и патриаршие села (1671). Сын последнего Александр находился докладчиком при императрице Екатерине I (1716) и был в её свите в Копенгагене и Шверине; из его сыновей Михаил (1708—1768) был генерал-поручиком и членом военной коллегии, а Алексей (1726—1781) — президентом юстиц-коллегии и главным членом монетной экспедиции.
Из сыновей последнего Пётр Алексеевич (1760—1813) был членом военной коллегии, Александр (1762—1825) — обер-прокурором св. синода (в течение 1803), Лев (1764—1839) — посланником при вестфальском короле Иерониме, потом сенатором. Младший сын, Иван Алексеевич (1767—1846), имел внебрачного сына Герцена, известного публициста. Сын Александра Алексеевича, Алексей (†1868), химик, был последним представителем этой фамилии Яковлевых, герб которой внесён во II часть Общего Гербовника.
- Портрет Алексея Александровича Яковлева работы Фёдора Рокотова, 1770-е гг.
- Портрет Александра Алексеевича Яковлева работы неизвестного художника, 1790-е гг.
- Портрет Льва Алексеевича Яковлева работы неизвестного художника, конец 1835-1839 гг.
- Портрет Ивана Алексеевича Яковлева работы неизвестного художника, 1790-е гг.

Герб Яковлевых внесен в Общий гербовник дворянских родов Российской империи, часть 2, 1-е отд., стр. 28: 
Посередине золотого щита в красном поле окруженным лавровым венцом изображена золотая корона, то есть герб древних владетелей Прусских, и под ней два серебряных креста означенные перпендикулярно. В нижней части на золотом щите вида шапка, служившая в древние времена отличием для бояр, в которых чинах фамилии Яковлевых многие находились, а внизу шапки копье и меч, положенные крестообразно на серебряном полумесяце, рогами обращенном вверх. Щит увенчан обыкновенным дворянским шлемом с дворянской короной на нем, на поверхности которой между двух серебряных звезд кумиропоклонный дуб. Щит держат два льва, имеющие золотые лбы, а во рту лавровую и масличную ветви, из коих у стоящего с правой стороны находится в лапах скипетр, а с левой стороны — держава в память о легендарном предке Кобылы — Гланде Камбилле, который якобы был в Пруссии правителем. Намет на щите золотой, подложен красным. Под щитом надпись: DEUS HONOR ET GLORIA.

## Потомство Облагини
Древняя фамилия Яковлевых происходит от Облагини, который будто бы выехал из Швеции к Дмитрию Донскому. Происходивший от него (VIII колено) Яков Гаврилович является родоначальником этого рода Яковлевых. Из представителей его более известны: Дементий Саввич, писец и межевщик (1595), воевода в Новом Монастырском остроге (1598); его сын Семён, воевода в первой четверти XVII века и посол в Турции (1628—1630); сын Семёна Данила, судья московского Судного приказа, дворянин посольства в Польшу (дважды), воевода в целом ряде городов и полковой воевода, строитель городов Коротояка, Острогожска и Урыва; († 1663) будучи воеводой в Тобольске.
Кирилл Яковлев (†1687), думный дворянин, воеводствовал в городах Енисейске, Смоленске и Тобольске и был судьёй в разных приказах. Богдан Васильевич, думный дворянин, воевода в Алатыре и Суздале. Род этот записан в VI часть родословной книги Калужской губернии; (в Гербовник не внесены).

## Дворянские роды Яковлевых
- Происходящий от Фёдора Фёдоровича Яковлева (начала XVII в.), правнук которого, генерал-майор Пётр Иванович Яковлев, был любимцем Петра Великого. Записан в VI ч. род. кн. Костромской губернии;
- Восходящий к половине XVII в. и записанный в VI ч. род. кн. Воронежской губернии;
- Восходящие к концу XVII в. и записанные в VI ч. род. кн. губ. Рязанской и Курской.
- Заводчик Савва Яковлев (1712-86), мещанин г. Осташкова, «за особенно оказанные услуги» возведен Петром III в потомственное дворянство (1762) (Герб. II, 148 и IV, 149). Из его сыновей Пётр (1754—1809) был генерал-аудитор-лейтенантом при штабе князя Потёмкина. Род внесён в I, III и VII части дворянской родословной книги С.-Петерб. губернии, I и III части дворянской родословной книги Ярославской губ.
- Потомки Зиновия Яковлева, которым пожалована была на поместья ввозная грамота в 1647 г. (Герб. X, 56)
- Иван Яковлев, произведенный статским советником в 1782 г. (Герб. I, 116).
- Фёдор и Иван Яковлевы: Фёдор произведен в коллежские советники в 1796 г., а Иван — в 1798 г. (Герб. IX, 150).
- Андрей Яковлев, пожалованный в коллежские советники в 1804 г. (Герб. VIII, 158).
- Иван Прохорович Яковлев, по заслугам которого дети его внесены в списки дворянства в 1840 г. (Герб. XIII, 70).
- Григорий Козьмич Яковлев, по заслугам которого дети его признаны в дворянстве в 1880 г. (Герб. XIV, 90).

## Описание герба

#### Герб. Часть VIII. № 158
Герб коллежского советника Андрея Яковлева: в щите, разделенным надвое, в верхнем голубом и нижнем красном полях находится серебряный улей с четырьмя вокруг него пчелами, из которых две золотые и две серебряные. Щит увенчан дворянскими шлемом повернутым вправо и короной, на поверхности которой видно пылающее сердце с золотой на середине его звездой. Намёт на щите голубой и красный, подложенный серебром.

#### Герб. Часть IV. № 149.
Герб потомства коллежского асессора Саввы Яковлева (дворянство получил (1762), гербы же получили лишь его сыновья): щит разделен горизонтально на две части, из которых в верхней в серебряном поле изображен простирающийся от верхних углов к середине щита голубой треугольник, имеющий в себе золотой крест. В нижней части в красном поле поставлено серебряное стропило и по сторонам его две золотые восьмиугольные звезды. Щит увенчан обыкновенным дворянским шлемом с дворянской на нем короной и тремя страусовыми перьями. Намёт на щите голубой и красный, подложенный золотом (диплом от 24 апреля 1799).

#### Герб. Часть I. № 116.
Герб статского советника Ивана Яковлева: в щите, разделенном горизонтально на две части, изображены: в верхней в голубом поле золотая корона. В нижней части в серебряном поле улей с четырьмя по сторонам его пчелами. Щит увенчан обыкновенным дворянским шлемом со страусовыми перьями. Намёт на щите голубой, подложен серебром.

#### Герб. Часть II. № 148.
Герб майора Сергея Савича Яковлева (сын Савы Яковлевича): щит разделен диагонально на три равные части, из которых в верхней в голубом поле изображен зодиак с тремя на нем золотыми шестиугольными звездами. В средней части, в красном поле, две серебряные шпаги, положенные крестообразно. В нижней части, в серебряном поле, пять муравьев натурального цвета. Щит увенчан обыкновенным дворянским шлемом с дворянской на нем короной и тремя страусовыми перьями. Намёт на щите голубой, подложенный золотом (диплом от 25 апреля 1796 г.).

#### Герб. Часть IX. № 150.
Герб коллежских советников Фёдора и Ивана Яковлевых: в верхней половине щита в правом, голубом поле, изображена золотая восьмиугольная звезда, а в левом, красном поле, крестообразно положены шпага и серебряный ключ, обращенные шпага острием, а ключ бороздкой вниз. В нижней, золотой половине, стоящий на земле журавль держит в правой лапе камень. Щит увенчан дворянскими шлемом и короной со страусовыми перьями. Намёт на щите красный и голубой, подложенный золотом.

#### Герб. Часть X. № 56.
Герб потомства Зиновия Яковлева: щит разделен перпендикулярно на две части, из которых в правом в красном поле изображена шпага, остроконечием обращенная вверх, а в левой в голубом поле серебряное орлиное крыло. Щит увенчан дворянскими шлемом и короной с тремя на ней страусовыми перьями. Намёт на щите голубой и красный, подложенный серебром.

#### Герб. Часть XIII. № 70.
Герб полковника Алексея Ивановича Яковлева: щит немецкой формы. В красном поле накрест два серебряных изогнутых меча с золотыми рукоятками, остриями вверх. В золотой главе щита горизонтально три шестиконечные голубые звезды. Над щитом дворянский шлем с короной. Нашлемник — рука вверх в серебряных латах, держит изогнутый, с золотой рукояткой меч. Намёт: справа красный с серебром, слева голубой с золотом.

#### Герб. Часть XIV. № 90.
Герб генерала от артиллерии Григория Яковлева: в золотом щите, имеющем чёрную оконечность, три голубых стоящих льва, обращенных вправо (два вверху, один внизу), с красными глазами, языком и когтями. Над щитом дворянский коронованный шлем. Нашлемник — два голубых орлиных пера, на каждом вертикально по золотому мечу острием вверх. Намёт голубой с золотом.

### Гербовник А. Т. Князева
В Гербовнике Анисима Титовича Князева имеется два герба представителей рода Яковлевых, нечего не имеющих общего с официальными гербами:
1. Герб секунд-майора Петра Степановича Яковлева († 1794): в щите овальной формы в синем поле, изображен серебряный олень идущий влево на фоне зелёного леса. Щит увенчан дворянской короной, из которой выпрыгивает влево, на половину, серебряный олень. Намёт: цвета не определены. Схожий герб имелся на суперэкслибрисе и экслибрисе писателя Владимира Дмитриевича Яковлева (1817—1884). От рисунка в гербовнике А. Т. Князева он отличался только варяжской (треугольной) формой щита, поворотом фигур оленя в правую сторону и щитодержателями — единорогом и воином с копьем. Кроме того, в верхнем правом углу щита, над головой оленя, был изображен месяц, а над ним — звезда (или крест)[4][6].
2. Герб Филиппа Яковлева: в щите имеющим два овальных поля изображено: в первом, имеющим красное поле изображена синяя повязка (польский герб Наленч). Во второй, имеющий золотое поле, изображены накрест две красные стрелы, остриями вниз. Два щитодержателя (описания нет, но похожи на горностаев)[4].

## Известные представители
- Яковлев Данила — дьяк, воевода в Коломне (1614—1616).
- Яковлев Семён Дементьевич — воевода в Белой (1615—1616), Пскове (1618—1620), Брянске (1625—1626).
- Яковлев Зиновий Григорьевич — воевода в Перемышле (1617—1619), Козельске (1619—1620).
- Яковлев Василий — дьяк, воевода в Астрахани (1622—1624).
- Яковлев Аристарх Андреевич — воевода в Мещовске (1634).
- Яковлев Елеазар Иванович - служил "на государевой службе" в Полоцке, где и скончался 20 октября 1646 г.[7]
- Яковлев Василий Иванович — воевода в Мещовске (1634), Шклове (1655—1656), Минске (1656).
- Яковлев Данила Семёнович — стольник, воевода в Курске (1637), на Ваге (1646), Коротояке (1646—1649), Валуйках (1653), Полоцке (1654—1659) (два раза), Ярославле (1661), Тобольске (1661—1664).
- Яковлев Семён Мелентьевич — воевода в Козельске (1648—1649).
- Яковлев Гаврила — воевода в Козельске (1665).
- Яковлев Кирилл Аристархович — стольник, воевода в Енисейске (1666—1673) (три раза), Смоленске (1675), Тобольске (1682—1684).
- Яковлев Богдан Васильевич — думный дворянин, воевода в Суздале (1666—1669 и 1688), Калуге (1684) и Алатыре.
- Яковлев Роман Аристархович — стольник, воевода в Яренске (1679).
- Яковлев Пётр — подьячий, воевода в Воронеже (1698)[8].
- Яковлев, Иван Андреевич (1798 — не ранее 1856) — генерал-лейтенант Русской императорской армии[9].